# Leptastrea bewickensis
Leptastrea bewickensis är en korallart som beskrevs av Veron, Pichon och George Newton Best 1977. Leptastrea bewickensis ingår i släktet Leptastrea och familjen Faviidae. IUCN kategoriserar arten globalt som nära hotad. Inga underarter finns listade i Catalogue of Life.